# جزيرة معطية

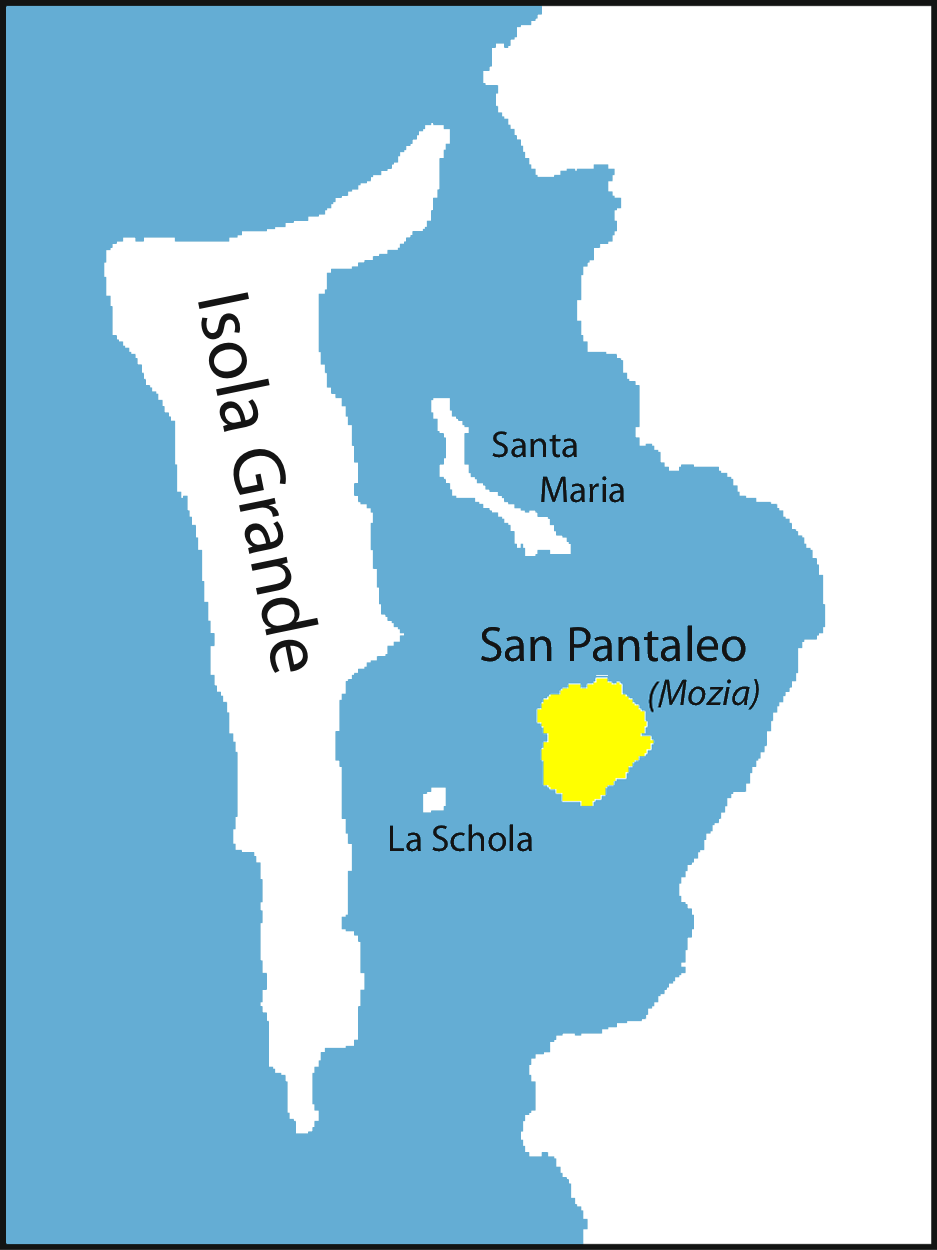
موقع جزيرة معطية

جَزِيرَةُ مُعْطِيَة أو المُعزيَة (بالإيطالية: L'isola di San Pantaleo أو Mozia أو Mothia أو Motya أو Motye)‏ هي جزيرة صغيرة تقع غربي جزيرة صقلية قرب مدينة مرسى علي.